# Głowaczów (Powiat Kozienicki)
Głowaczów ist eine polnische Stadt sowie Sitz der gleichnamigen Stadt-und-Land-Gemeinde im Powiat Kozienicki der Woiwodschaft Masowien. Sie erhielt zum 1. Januar 2024 ihr zum 13. Januar 1870 entzogenes Stadtrecht zurück.

## Gemeinde
Zur Stadt-und-Land-Gemeinde Głowaczów gehören folgende 39 Ortschaften mit einem Schulzenamt:
Adamów
Bobrowniki
Brzóza
Cecylówka-Brzózka
Cecylówka Głowaczowska
Chodków
Dąbrówki
Emilów
Głowaczów
Grabnowola
Helenów
Henryków
Ignacówka Bobrowska
Ignacówka Grabnowolska
Jasieniec
Klementynów
Kosny
Leżenice
Lipa
Lipska Wola
Łukawa
Łukawska Wola
Maciejowice
Mariampol
Marianów
Michałów
Miejska Dąbrowa
Moniochy
Podmieście
Przejazd
Rogożek
Sewerynów
Stanisławów
Stawki
Studnie
Studzianki Pancerne
Ursynów
Wólka Brzózka
Zieleniec
Weitere Orte der Gemeinde sind Chodków (leśniczówka), Działki Brzóskie, Grabnowola-Kolonia, Helenówek, Józefów, Mała Wieś, Michałówek, Nadleśnictwo Studzianki und
Zadąbrowie.

## Persönlichkeiten
- Andrzej Gontarek (* 1970), Bischof für das Bistum Warschau und Leitender Bischof der Polnisch-Katholischen Kirche